# Le vie delle foto
Le vie delle foto è un festival di fotografia nato a Trieste nel 2011, che si svolge ogni anno nel mese di aprile, con l’obiettivo di far conoscere fotografi emergenti e professionisti al grande pubblico. Il progetto consiste in un'esposizione diffusa in spazi pubblici, locali e gallerie d'arte.
Hanno collaborato all'evento il comune di Trieste, la regione Friuli-Venezia Giulia e il Consolato Generale d'Italia a Capodistria per le esposizioni nel Monastero di Castagnevizza in occasione della settimana italiana della cucina nel mondo nel 2022 e nel 2023.
Nell'estate 2024 è stata realizzata una mostra presso il Castello di Moosburg di Klagenfurt, e ad ottobre 2024 con il patrocinio di Barcolana a Terra ha organizzato un'esposizione presso il palazzo di Eataly a Trieste.